# Oksbøl
Oksbøl är en tätort i Varde kommun i Region Syddanmark i Danmark. Tätorten har 2 840 invånare (2024). Den ligger på Jylland, cirka 12,5 kilometer väster om Varde. Oksbøl var centralort i Blåvandshuks kommun fram till kommunreformen 2007.